# Femeie tânără la fereastră
Femeie tânără la fereastră este o pictură în ulei pe hârtie din 1926 a pictorului suprarealist spaniol Salvador Dalí. Ea o înfățișează pe sora pictorului, Ana Maria, văzută din spate în fața unei ferestre din Cadaqués. În prezent, lucrarea se află la Museo Nacional Centro de Arte Reina Sofía din Madrid.